# Gustavo Thorlichen
Gustavo Thorlichen (Amburgo, 6 novembre 1906 – Alhaurín el Grande, 12 novembre 1986) è stato un fotografo e pittore tedesco.

## Biografia
Pochi sono gli indizi che abbiamo sulla sua formazione. Studiò disegno e pittura sia all'Accademia di Belle Arti di Amburgo che in quella di Lipsia, continuando poi alla Accademia della Grande Chaumière di Parigi. Le cronache narrano che fosse influenzato dalle avanguardie russe, in particolare dal costruttivismo di Rodchenko. Sappiamo che nel 1937 lasciò la Germania per sfuggire dal nazismo ed emigrò in Argentina.
Si dedicò professionalmente alla carriera di fotografo, in particolare al ritratto di personaggi famosi, in particolare realizzò quelli al presidente Juan Domingo Perón e sua moglie Evita, Jorge Luis Borges, Victoria Ocampo, la sorella Silvina ed il marito di questa Adolfo Bioy Casares. Per alcuni anni lasciò l'Argentina per la Bolivia, dove conobbe Che Guevara il quale annotò nei suoi Diari della motocicletta che "Gustavo Thorlichen è un grande artista e fotografo [...] Ho avuto la possibilità di vedere come lavora. La sua padronanza di una tecnica semplice subordinata interamente a una composizione metodica si traduce in foto di notevole valore". Nel 1958 pubblicò il volume fotografico La República Argentina contenente un prologo di Jorge Luis Borges.
Coi fotografi Juan Di Sandro e Annemarie Heinrich, Thorlichen costituì il vertice della produzione fotografica argentina e quella preferita dal pubblico, dalle testate giornalistiche e dalle associazioni culturali. La fotografia che ritrae una donna spaccapietre boliviana che allatta il suo bambino fu selezionata da Edward Steichen per la mostra The Family of Man, inaugurata nel 1955 al Museum of Modern Art di New York, e che negli anni seguenti fu allestita in varie città del mondo tanto che fi vista da oltre nove milioni di persone.
Nel 1970 si trasferì a Torremolinos in Spagna, ma vi rimase solo pochi mesi, infine decise di stabilirsi definitivamente a Alhaurín el Grande, dove si dedicherà soprattutto alla pittura. Morto a causa di un tumore, ha lasciato le sue opere fotografiche e pittoriche, circa 2 500, al Comune di Alhaurín el Grande. In occasione del 26° anniversario della sua morte, nel 2012, ha avuto luogo la mostra delle sue opere al lume di candela, come nel testamento aveva espressamente richiesto l'autore.